# Plastklassningskod
Den amerikanska organisationen Society of the Plastics Industry introducerade 1988 märkningskod för att underlätta vid sortering av plast vid återvinningscentralerna i USA. Plastsorten identifieras genom sex olika siffror, och 7 för övriga, inom en återvinningstriangel av pilar. Ofta sätts en förkortning i textform under symbolen. Recirkulerat material får ett R framför texten, men samma siffra som innan.
Symbolkoderna finns i Unicode mellan U+2673 och U+2679. Återvinningstriangeln kodas som U+267A.
Plastklassningskoderna har senare av flera parter byggts ut till en internationellt använd lista för många olika återvinningsmaterial.

## Tabell för plastklassningskoder
| Siffra | Bild | Unicode | Alternativ bild | Symbol | Förkortning     | Plastnamn                                                                                            | Användning |
| ------ | ---- | ------- | --------------- | ------ | --------------- | --- | --- |
| 1      | ♳    | U+2673  | ♳               | ♳      | PETE eller PET  | Polyetylentereftalat                                                                                 | Polyesterfiber, termoplast, spännband och läskedrycksflaskor |
| 2      | ♴    | U+2674  | ♴               | ♴      | HDPE eller PEHD | Högdensitetspolyeten                                                                                 | Flaskor, bärkassar, mjölkdunkar, återvinningsbehållare, rör för jordbruket, lekplatsutrustning och "plasttimmer"                                                       |
| 3      | ♵    | U+2675  | ♵               | ♵      | PVC eller V     | Polyvinylklorid                                                                                      | Rör, staket, duschdraperier, trädgårdsmöbler och flaskor för annat än livsmedel                                                                                        |
| 4      | ♶    | U+2676  | ♶               | ♶      | LDPE eller PEBD | Lågdensitetspolyeten                                                                                 | Plastpåsar, ring för 6-pack, diverse behållare, nappflaskor, tvättflaskor, slangar och diverse gjuten laboratorieutrustning                                            |
| 5      | ♷    | U+2677  | ♷               | ♷      | PP              | Polypropylen                                                                                         | Bildelar, industrifiber, livsmedelsbehållare och diskborstar |
| 6      | ♸    | U+2678  | ♸               | ♸      | PS              | Polystyren                                                                                           | Kafeterieabrickor, plastbestick, leksaker, videokassetter och -lådor, förpackningschips och isolationsmaterial och andra polystyren-produkter (till exempel, Frigolit) |
| 7      | ♹    | U+2679  | ♹               | ♹      | OTHER or O      | Övriga plaster, inklusive akrylplast, ABS-plast, glasfiber, nylon, polykarbonat, och polylaktidplast | Flaskor, "plasttimmer"-produkter, strålkastarlinser och skyddsglasögon                                                                                                 |